# Lotus Symphony
IBM Lotus Symphony è un set di applicazioni per creare, editare e condividere elaborazioni testuali, fogli di calcolo, presentazioni e altri documenti. Pubblicata nel luglio 1984 come una suite integrata per il DOS, IBM ha rivitalizzato il nome Symphony (Sinfonia) per una nuova suite di programmi per ufficio uscita nel 2007.

## Lotus Symphony per DOS
La prima incarnazione di Lotus Symphony è stata una suite integrata per il DOS sviluppata da Lotus Development come seguito per il suo ben conosciuto programma contabile Lotus 1-2-3.
Nonostante 1-2-3 fosse un prodotto contabile integrante anche un database e funzioni grafiche (da qui il nome 1-2-3), le suite sul modello AppleWorks si diffondevano a macchia d'olio e Lotus ha provato a lanciarsi nel mercato.
Symphony veniva caricato all'avvio di DOS e, tramite la combinazione di tasti ALT-F10, l'utente poteva scegliere l'applicazione.
- SHEET, un foglio di calcolo simile a 1-2-3
- DOC, un word processor simile all'odierno Word
- GRAPH, per realizzare grafici
- FORM, un database tabellare
- COMM, un software per la comunicazione

Molti add-in potevano essere aggiunti per potenziarlo, incluso il controllo ortografico, creatore di macro, statistiche ed un tutorial, che mostrava l'utilizzo delle macro nel programma.
Il programma offriva una visualizzazione in pannelli e, caratteristica decisamente innovativa per l'epoca, la possibilità di vedere la modifica simultaneamente negli altri programmi.
I dati inseriti in Symphony erano gestiti in celle simili ai fogli di calcolo. Gli altri applicativi (word processor, database, comunicazione, grafici) cambiavano semplicemente la visualizzazione e la focalizzazione su un dato oggetto (inclusi menù disponibili, tasti speciali e funzionalità), che poteva esser salvato con l'estensione .WR1.
Symphony è stato progettato per lavorare soltanto con la memoria disponibile; ecco spiegata la ragione della memoria espandibile che aiutava la classica da 640 kB di un qualsiasi Intel 80286. Prodotti simili includevano SmartWare, Microsoft Works, Context MBA, Framework, Enable e Ability Office.
Il motore del foglio di calcolo (e anche molto codice sorgente dell'attuale Symphony) è lo stesso utilizzato per Lotus 1-2-3.
Paragonando il word processor di Symphony con altri concorrenti quali Micropro WordStar 3.3, WordPerfect 4.2, e Microsoft Word 2.0, Symphony era semplice ma funzionale e non complicato.
Nel database, paragonando Symphony ad altri concorrenti quali Ashton-Tate's dBase III, MDBS Knowledgeman, Borland Paradox 2.0 e Borland Reflex 1.0, è debole e lacunoso. Tuttavia, essendo già integrato nel foglio di calcolo era semplice creare le query, era veloce e i dati erano accessibili in maniera immediata.

## IBM Lotus Symphony: la suite
IBM Lotus Symphony è una suite di programmi per l'ufficio comprendente le seguenti applicazioni:
- IBM Lotus Symphony Documents, un word processor
- IBM Lotus Symphony Spreadsheets, un programma modello foglio di calcolo
- IBM Lotus Symphony Presentations, un programma di presentazioni
- IBM Voice e Utility Office, serie di programmi d'utilità, solo nella futura versione professional.[senza fonte]

Symphony supporta il formato OpenDocument (ODF), come anche i formati di Microsoft Office e Lotus SmartSuite, anche i nuovi formati Office Open XML Strict sia quello utilizzato da MS-Office 2007; può anche esportare in PDF ed in altri 20 formati.
È totalmente integrabile nella struttura Lotus come Lotus Notes e altri programmi IBM e dispone già di svariati Plug-In e utilità gratuite, inoltre grazie al formato ODF può interagire con altri programmi con la massima semplicità.
È disponibile per Linux, Windows e macOS (solo per processori Intel).
Basato sul potente software Eclipse Rich Client Platform, IBM Lotus Expeditor e OpenOffice.org 1.1.4 per il cuore dell'applicazione. Richiede 512 MB di RAM e 540 MB di disco fisso libero nella configurazione minima.
Lotus Symphony è attualmente alla versione 3.0, sarà sempre disponibile gratuitamente, anche nella versione localizzata in italiano e diverse altre lingue, sul sito dedicato symphony.lotus.com.
IBM ha interrotto il supporto a Lotus Symphony il 9 dicembre 2014

## IBM e Apache OpenOffice

Cronologia dei principali derivati di StarOffice e OpenOffice.org. IBM Symphony è in giallo.

Dopo l'acquisizione di Sun Microsystems nel 2010, Oracle Corporation cessa di sostenerne lo sviluppo commerciale e nell'estate 2011 dona la suite a Apache Incubator per diventare poi un progetto della Apache Software Foundation.
Poco dopo IBM decide di supportare il progetto donando i codici sorgenti della propria suite Lotus Symphony